# هنري باور
هنري باور (1623–1668)، فيزيائي إنجليزي ومجرب وعضو بالجمعية الملكية، بل من أحد أوائل المنتخبين للجمعية.

## الحياة

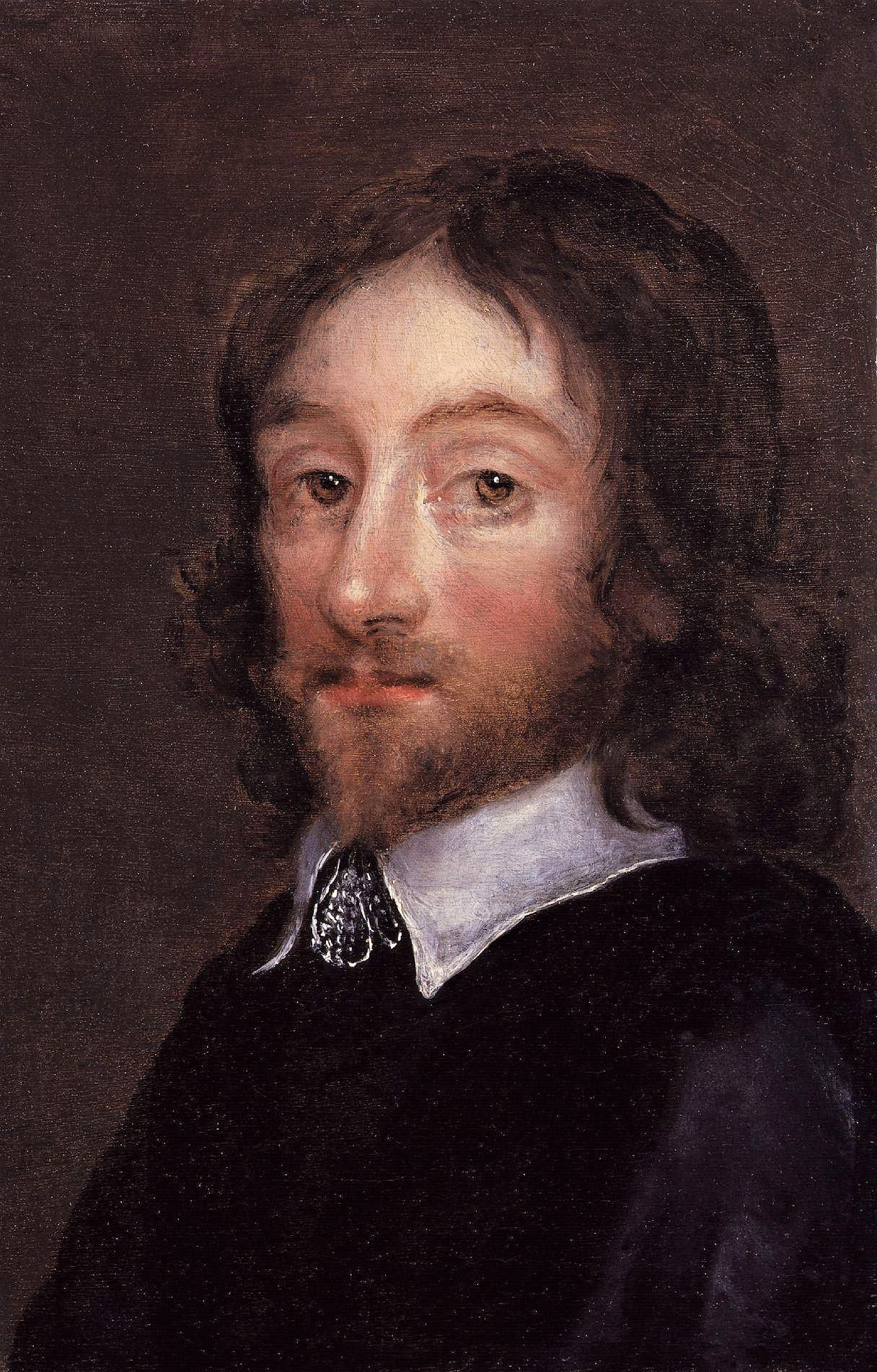
السير توماس براون

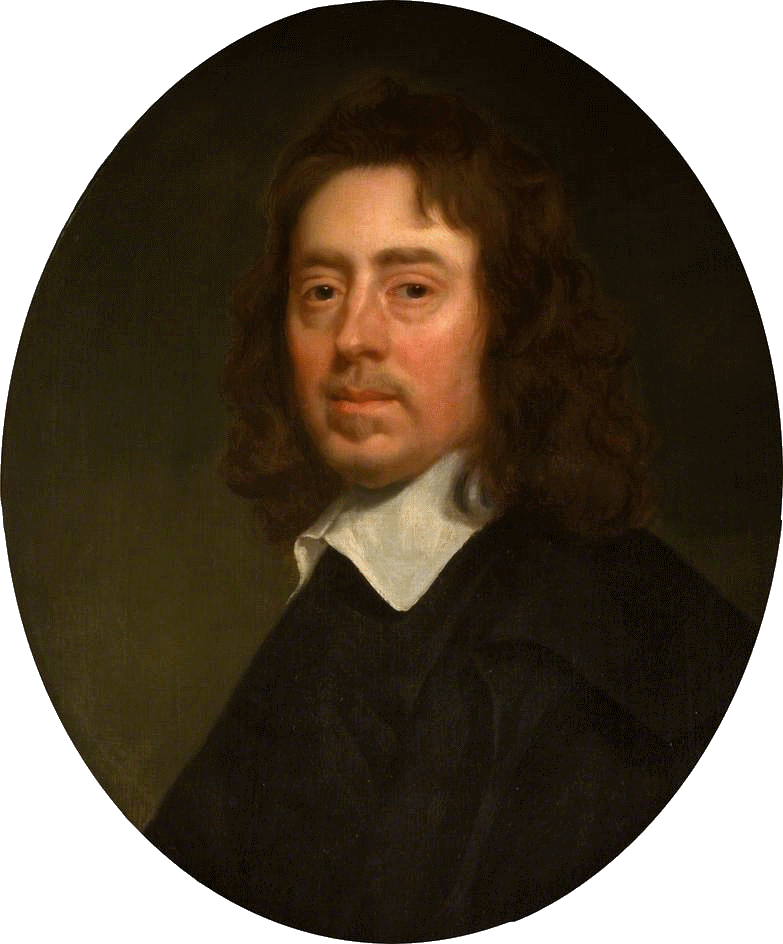
السير جوستان إسهام

بدأ هنري باور كلية السيد المسيح جامعة كامبردج في عام 1641، ونجح في الحصول على درجة البكالوريوس في عام 1644. ليصبح مساعدا للسير توماس براون الذي عاش في مدينة هاليفاكس بكالدرديل، غرب يوركشير عامين متتاليين (1633-1635) ليقوم بأبحاثة على مواضيع علمية مختلفة. وحصل على درجة الماجستير في عام 1648، ودرجة الدكتوراة في عام 1655.
بدأ باور حياته العلمية في مدينة هاليفاكس قبل أن ينتقل إلى نيو هال بالقرب من إيلاند. تم انتخاب باور لزمالة الجمعية الملكية في 1 يوليو 1663، ليكون هو والسير جوستان إسهام أول أعضاء تم انتخابهم.
توفي باور في نيو هال في 23 ديسمبر 1668، ودفن في كنيسة جميع القديسين، ويكفيلد، مع نصب تذكاري له بنقش لاتيني.

## العمل
نشر باور كتاب وحيد بعنوان الفلسفة التجريبية. ويتكون من ثلاث مجلدات تتناول النظرية الميكروسكوبية، تجارب إيفانجيلستا تورشيللي والفراغ، وتنقيح لأعمال جاكوبيس جرانداميكوس اليسوعية (جاك جراندامي، 1588 – 1672).

### قانون بويل
إكتشف باور بعد قيامه بالعديد من التجارب مع صديقة ريتشارد تونيلي العلاقة بين ضغط الغاز وحجمه والذي أصبح يعرف فيما بعد بقانون بويل، وذكر العلاقة في كتابة الفلسفة التجريبية. لذلك يرجع البعض اكتشاف القانون إلى باور وتونيلي وليس بويل.
رد بويل قائلا أنه كان قد انتهي من صياغه نظريتة بعام قبل نشر الكتاب. وبسبب وضع بويل الاجتماعي ومكانته كعالم أرستقراطي تم تصديق روايته وضمنت أحقيته في اكتشاف العلاقة.